# Гусейнова, Эльмира Мехралы кызы
Эльмира Мехралы кызы Гусейнова (азерб. Elmira Mehralı qızı Hüseynova; 12 февраля 1933, Баку — 23 января 1995) — азербайджанский скульптор, Заслуженный художник Азербайджанской ССР (1967).

## Биография
Эльмира Мехралы кызы Гусейнова родилась 12 февраля 1933 года в Баку. В 1954 году окончила Азербайджанское государственное художественное училище имени Азима Азимзаде, а в 1960 — Институт живописи, скульптуры и архитектуры им. И. Е. Репина.
Работала в бытовом и портретном жанрах скульптуры. Такие её работы как «Колхозница» (1957), «Рабочий» (1958), «Семья» (1960), «Джафар Джаббарлы» (1968), «Мать» (1970), «Расул Рза» (1970) и др. отличаются лаконичностью форм и оригинальностью композиции. Гусейнова творила и в области монументальной скульптуры (Памятник Джафару Джаббары в Сумгаите, 1966; Памятник Гасан-беку Зардаби перед зданием Главной редакции Азербайджанской национальной энциклопедии в Ичери-шехере, 1983), статуя Дмитрия Менделеева на фронтоне лоджии здания Азербайджанской республиканской библиотеки имени М. Ф. Ахундова.
Эльмира Гусейнова скончалась 13 января 1995 года от тяжёлой болезни.

Памятник Гасан-беку Зардаби в Баку, 1983
Статуя Дмитрия Менделеева на фронтоне лоджии здания Азербайджанской республиканской библиотеки имени М. Ф. Ахундова

## Семья
Эльмира Гусейнова была замужем за народным художником Азербайджана Тогрулом Нариманбековым, от брака с которым у неё родилась дочь — Асмер Нариманбекова (впоследствии — заслуженный художник Азербайджана, доцент Азербайджанской государственной художественной академии искусств).